# رهاب اللون
رهاب اللون- المعروف أيضًا باسم رهاب الألوان  هو عبارة عن خوف مستمر وغير عقلاني من الألوان، أو النفور منها، وعادة ما يكون استجابة مشروطة.  وعلى الرغم من أن الرهاب السريري الفعلي من الألوان، يعد نادرًا، إلا أن الألوان يمكن أن تثير استجابات هرمونية وردود أفعال نفسية. 
رهاب اللون قد يشير أيضًا إلى النفور من استخدام الألوان في المنتجات أو التصميم.  في علم بيولوجيا الخلية، تعد الخلايا "الكارهة للون"، تصنيفًا للخلايا التي لا تجتذب الهيماتوكسيلين،  وترتبط بانحلال الكروماتين. 

## مصطلحات
توجد مصطلحات محددة، تعني الخوف من ألوان معينة مثل:رهاب الألوان الحمراء، ويعبر عن الخوف من اللون الأحمر، وهناك رهاب الألوان الصفراء، في الإشارة إلى الخوف من اللون الأصفر، وايضًا رهاب الألوان البيضاء، للتعبير عن الخوف من اللون الأبيض.  وقد يرتبط رهاب اللون الأحمر بالخوف من الدم. 

## ملخص
يشير ديفيد باتشيلور في كتابه "رهاب اللون" الصادر عام 2000م، إن اللون في الثقافة الغربية كان ينظر إليه في غالب الأمر، على أنه مُفسد أو غريب أو سطحي.  ويذكر مايكل تاوسيج أن النفور الثقافي من الألوان يمكن إرجاعه إلى ألف عام،  بينما يشير باتشيلور أنه يمكن إرجاعه إلى تفضيل أرسطو للخط على اللون.
في إحدى الدراسات العلمية، وجد أن صغار السلاحف البحرية الضخمة الرأس، تنفر من الأضواء في طيف الموجة الصفراء، ويُعتقد أن هذه السمة تساعدها على توجيه نفسها نحو المحيط.   كما أن سمكة حساس البحر الابيض المتوسط الرملي، Atherina hepsetus، أظهرت نفورًا من الأشياء الحمراء الموضوعة بجوار حوض، بينما تقوم بتفقد الأشياء ذات الألوان الأخرى.  في تجارب أخرى، تم تدريب الأوز على إظهار ردود فعل سلبية تجاه أطعمة ذات لون معين، على الرغم من عدم ملاحظة هذا التفاعل في رد الفعل تجاه الماء الملون. 
وفي الثقافة الشعبية، نجد مثلاً الشخصية الرئيسية في فيلم مارني للمخرج الإنجليزي ألفريد هيتشكوك لديها نفور من اللون الأحمر؛ بسبب صدمة تعرضت لها في مرحلة الطفولة  وهو ما قدمه هيتشكوك من خلال تقنيات تعبيرية بصرية، مثل غسل اللون الأحمر لتلوين لقطة قريبة لمارني. 
مصطلح رهاب الألوان، يمكن أيضًا استخدامه للإشارة إلى الاصل اللغوي الحرفي له، والمتمثل في الإشارة إلى الخوف من معالجة الصور على الرؤية وخصائصها الإدراكية البصرية.  ومع ذلك، فقد تم استخدام ارتباط المصطلح بمكون عنصري من خلال بعض الشخصيات العامة مثل فريدريك دوغلاس. 
وغالبًا ما يأخذ رهاب اللون الأبيض شكل التركيز على البشرة الشاحبة. الأشخاص المصابون بهذا الرهاب ربما يقومون بافتراضات غير عقلانية، مثل أن الشحوب يمثل بالضرورة سوء الصحة أو شبحًا.  وفي بعض الحالات الأخرى، يتجه رهاب اللون الأبيض أكثر نحو المعنى الرمزي للبياض، على سبيل المثال عند الأفراد الذين يربطون اللون الأبيض بالطهارة والعفة ويعارضون العفة أو يخافونها.  في رواية "Slumberland" للكاتب بول بيتي ، يشير مصطلح رهاب اللون الأبيض، إلى العنصرية. 

## الاختلافات
| الكريسوفوبيا   | الخوف من اللون البرتقالي                               |
| الساينوفوبيا   | الخوف من اللون الازرق                                  |
| اريثروفوبيا    | الخوف من اللون الأحمر واللون العنابي وأيضا من الاحمرار |
| الجلوكوفوبيا   | الخوف من اللون الرمادي                                 |
| كاستانوفوبيا   | الخوف من اللون البني                                   |
| ليوكوفوبيا     | الخوف من اللون الأبيض                                  |
| الميلانوفوبيا  | الخوف من اللون الاسود                                  |
| البورفيروفوبيا | الخوف من اللون الأرجواني                               |
| براسينوفوبيا   | الخوف من اللون الاخضر                                  |
| الرودوفوبيا    | الخوف من اللون الوردي                                  |
| الزانثوفوبيا   | الخوف من اللون الاصفر                                  |